# Чокур-Эли
Чоку́р-Эли́ (укр. Чокур-Елі, крымскотат. Çuqur Eli, Чукъур Эли) — упразднённое село в Симферопольском районе Крыма. Располагалось на юго-западе района, в долине реки Западный Булганак в среднем течении, в пределах Внешней гряды Крымских гор, у границы с Бахчисарайским районом, примерно в 1,5 км к востоку от современного села Демьяновки. Объединено в 1948 году с селом Нижний Сеймон-Ларкой под названием Юрьевка.

## История
Первое документальное упоминание села встречается в Камеральном Описании Крыма… 1784 года, судя по которому, в последний период Крымского ханства Кучур Эли входил в Бахчисарайский кадылык Бахчисарайского каймаканства. После присоединения Крыма к России (8) 19 апреля 1783 года, (8) 19 февраля 1784 года, именным указом Екатерины II сенату, на территории бывшего Крымского Ханства была образована Таврическая область и деревня была приписана к Симферопольскому уезду. После Павловских реформ, с 1796 по 1802 год, входила в Акмечетский уезд Новороссийской губернии. По новому административному делению, после создания 8 (20) октября 1802 года Таврической губернии, Чокур-Эли был включён в состав Эскиординской волости Симферопольского уезда.
По Ведомости о всех селениях в Симферопольском уезде состоящих с показанием в которой волости сколько числом дворов и душ… от 9 октября 1805 года в деревне Чокур-Эли числилось 10 дворов и 57 жителей, исключительно крымских татар. На военно-топографической карте генерал-майора Мухина 1817 года обозначен Чокурель с 13 дворами. После реформы волостного деления 1829 года Чокурчи-Эли, согласно «Ведомости о казённых волостях Таврической губернии 1829 года», передали из Эскиординской волости в состав Яшлавской. На карте 1836 года в деревне 12 дворов. Затем, видимо, вследствие эмиграции крымских татар в Турцию, деревня опустела и на карте 1842 года Чокур-Эли обозначен условным знаком «малая деревня», то есть, менее 5 дворов.
В 1860-х годах, после земской реформы Александра II, деревню приписали к Сарабузской волости. В «Списке населённых мест Таврической губернии по сведениям 1864 года», составленном по результатам VIII ревизии 1864 года, Чокур-Эли — татарская деревня с 6 дворами, 28 жителями и мечетью при реке Булганаке (на трёхверстовой карте 1865—1876 года в деревне Чокур-Эли 8 дворов). В «Памятной книге Таврической губернии 1889 года» по результатам Х ревизии 1887 года записан Чокурель с 8 дворами и 34 жителями. На подробной карте 1892 года в деревне 7 дворов с татарским населением.
После земской реформы 1890-х годов деревню передали в состав новой Булганакской волости. По «…Памятной книжке Таврической губернии на 1892 год» в деревне Чокур-Эли, входившей Эскендерское сельское общество, числилось 96 жителей в 7 домохозяйствах. По «…Памятной книжке Таврической губернии на 1902 год» в волости числилась деревня Чокур-Эли, без указания числа жителей и домохозяйств. По Статистическому справочнику Таврической губернии. Ч.II-я. Статистический очерк, выпуск шестой Симферопольский уезд, 1915 год, в имении Чокур-Эли (Пастака С. А.) Булганакской волости Симферопольского уезда числился 1 двор без жителей.
После установления в Крыму Советской власти, по постановлению Крымревкома от 8 января 1921 года была упразднена волостная система и село включили в состав вновь созданного Подгородне-Петровского района Симферопольского уезда, а в 1922 году уезды получили название округов. 11 октября 1923 года, согласно постановлению ВЦИК, в административное деление Крымской АССР были внесены изменения, в результате которых был ликвидирован Подгородне-Петровский район и образован Симферопольский и село включили в его состав. Согласно Списку населённых пунктов Крымской АССР по Всесоюзной переписи 17 декабря 1926 года, в селе Чокур-Эли Булганакского сельсовета Симферопольского района, числилось 9 дворов, все крестьянские, население составляло 69 человек. В национальном отношении учтено 4 украинца и 65 татар. По данным всесоюзной переписи населения 1939 года в селе проживало 107 человек.
В 1944 году, после освобождения Крыма от фашистов, согласно Постановлению ГКО № 5859 от 11 мая 1944 года, 18 мая крымские татары были депортированы в Среднюю Азию. 12 августа 1944 года было принято постановление № ГОКО-6372с «О переселении колхозников в районы Крыма» и в сентябре 1944 года в район приехали первые новоселы (214 семей) из Винницкой области, а в начале 1950-х годов последовала вторая волна переселенцев из различных областей Украины. С 25 июня 1946 года Чокур-Эли в составе Крымской области РСФСР. Указом Президиума Верховного Совета РСФСР от 18 мая 1948 года, Чукур-Эли объединили с селом Нижний Сеймон-Ларкой в Юрьевку.

### Динамика численности населения
| - 1805 год — 57 чел. - 1864 год — 28 чел. - 1889 год — 34 чел. - 1892 год — 96 чел. | - 1902 год — 0 чел. - 1926 год — 69 чел. - 1939 год — 107 чел. |